# بلت-۱۱۷
تگزاس اینسترومنتس بلت-۱۱۷ (به انگلیسی: Texas Instruments BOLT-117) (سرواژهٔ Bomb, Laser Terminal-117) نخستین بمب هدایت لیزری جهان بود. این بمب تشکیل شده بود از یک بمب استاندارد ام۱۱۷ هفتصدوپنجاه پوندی همراه با قطعات کنترل و هدایت لیزری کی ام یو-۳۴۲. این قطعات شامل یک جستجوگر لیزری در جلوی بمب و دم و باله‌های کنترل برای هدایت بمب به سوی هدف بود. 